# Гороховатская Богородичная пустынь
Гороховатская Богородичная пустынь, или Гороховатский монастырь — недействующий мужской монастырь в честь Рождества Пресвятой Богородицы, основанный в XVII веке и располагавшийся на территории Харьковской губернии.

## История
Пустынь была основана на правом берегу Старого Оскола у подошвы Гороховатских скал (неподалёку от современного села Гороховатки Харьковской области). Дата основания неизвестна, но в 1698 году обитель уже существовала и находилась в ведении Святогорского монастыря. В 1760 году перенесена из-за подтоплений на левый берег Оскола  ближе к хутору Боровому. 
В ведомости 1784 года указано о пустыни: 

«Лежит на левом берегу Оскола, при озерах Пещаном и двух безъимянных, она сверх штата, вокруг ея ограда с двумя башнями; в той ограде церковь во имя Рождества Пресвятыя Богородицы, строительския и братския кельи деревянныя».
Закрыта в 1788 году вследствие распространения секуляризационной реформы на Харьковскую губернию. При закрытии монастыря братия состояла из четырёх монахов, которые по назначению Духовной консистории должны были перейти в Путивльскую Софрониеву пустынь, но по желанию своему перешли в Куряжский монастырь.
Храм пустыни был преобразован в приходской для монастырских крестьян, а в 1794 году перенесен на другое место для образовавшейся здесь слободы Боровой, а на месте храма было устроено кладбище. В перенесенном в Боровую храме, находилась чтимая Ахтырская икона Божией Матери.